# Giải Bông Sen Vàng cho Nữ diễn viên xuất sắc nhất
Giải Bông sen vàng cho Nữ diễn viên chính xuất sắc nhất (金莲花奖最佳女主角) là hạng mục cố định tại Liên hoan phim quốc tế Macao trao cho những nữ diễn viên có màn diễn xuất xuất sắc trong nền điện ảnh của Trung Quốc và quốc tế.

## Danh sách đoạt giải và đề cử

### Thập niên 2000s

#### 2009 (Lần thứ 1)
| Năm  | Chiến thắng và Đề cử | Tác Phẩm Đề Cử   |
| ---- | -------------------- | ---------------- |
| 2009 | Amatha Bhukya        | Vanaja           |
| 2009 | Ariel Aisin-Gioro    | Love in Macau    |
| 2009 | Ngô Việt             | Former Wife      |
| 2009 | Giang Nhất Yến       | Bao Gui's Secret |

### Thập niên 2010s

#### 2010 (Lần thứ 2)
| Năm  | Chiến thắng và Đề cử | Tác Phẩm Đề Cử               |
| ---- | -------------------- | ---------------------------- |
| 2010 | Uyến Tân Vũ          | More Than Close              |
| 2010 | Huỳnh Thánh Y        | A Singing Fairy              |
| 2010 | Tằng Bội Du          | Revenge of the Factory Woman |
| 2010 | Cư Văn Phái          | A Tibetan Love Song          |
| 2010 | Tô Huệ Luân          | You and Me                   |

#### 2011 (Lần thứ 3)
| Năm  | Chiến thắng và Đề cử | Tác Phẩm Đề Cử                  |
| ---- | -------------------- | ------------------------------- |
| 2011 | Huỳnh Dịch           | The Woman Knight of Mirror Lake |
| 2011 | Tôn Lệ               | The Lost Bladesman              |
| 2011 | Lâm Hi Lôi           | The Devil Inside Me             |
| 2011 | Từ Nhược Tuyên       | Dancing Without You             |
| 2011 | Chie Tanaka          | All's Well, Ends Well 2011      |

#### 2012 (Lần thứ 4)
| Năm  | Chiến thắng và Đề cử | Tác Phẩm Đề Cử           |
| ---- | -------------------- | ------------------------ |
| 2012 | Từ Hi Viên           | Million Dollar Crocodile |
| 2012 | Thai Lệ Hoa          | My Dream                 |
| 2012 | Huỳnh Thánh Y        | One Night To Be Star     |
| 2012 | Ninh Tịnh            | Happy Hotel              |
| 2012 | Chu Tú Na            | Cold Pupil               |

#### 2013 (Lần thứ 5)
| Năm  | Chiến thắng và Đề cử | Tác Phẩm Đề Cử      |
| ---- | -------------------- | ------------------- |
| 2013 | Lưu Diệc Phi         | The Assassins       |
| 2013 | Dung Tổ Nhi          | Diva                |
| 2013 | Thái Trác Nghiêm     | The Midas Touch     |
| 2013 | Từ Phàm              | Saving General Yang |

#### 2014 (Lần thứ 6)
| Năm  | Chiến thắng và Đề cử | Tác Phẩm Đề Cử           |
| ---- | -------------------- | ------------------------ |
| 2014 | Thái Trác Nghiên     | Sara                     |
| 2014 | Củng Lợi             | Coming Home              |
| 2014 | Cao Viên Viên        | But Always               |
| 2014 | Lưu Thi Thi          | Five Minutes to Tomorrow |
| 2014 | Đồng Lệ Á            | Beijing Love Story       |

#### 2015 (Lần thứ 7)
| Năm  | Chiến thắng và Đề cử | Tác Phẩm Đề Cử      |
| ---- | -------------------- | ------------------- |
| 2015 | Huệ Anh Hồng         | Happiness           |
| 2015 | Hứa Vỹ Ninh          | Dream Flight        |
| 2015 | Vương Lạc Đan        | To the Fore         |
| 2015 | Ôn Bích Hà           | Love in Late Autumn |
| 2015 | Ariel Aisin-Gioro    | See Your Voice      |

#### 2016 (Lần thứ 8)
| Năm  | Chiến thắng và Đề cử | Tác Phẩm Đề Cử               |
| ---- | -------------------- | ---------------------------- |
| 2016 | Châu Đông Vũ         | Never Said Goodbye           |
| 2016 | Angelababy           | Kill Time                    |
| 2016 | Thư Kỳ               | My Best Friend's Wedding     |
| 2016 | Đường Yên            | A Chinese Odyssey Part Three |
| 2016 | An Dĩ Hiên           | Perfect Imperfection         |
| 2016 | Vương Lạc Đan        | My War                       |

#### 2017 (Lần thứ 9)
| Năm  | Chiến thắng và Đề cử | Tác Phẩm Đề Cử     |
| ---- | -------------------- | ------------------ |
| 2017 | Chương Tử Di         | The Wasted Times   |
| 2017 | Giang Nhất Yến       | Seventy-Seven Days |
| 2017 | Chúc Hi Quyên        | A Loner            |
| 2017 | Lưu Diệc Phi         | Once Upon a Time   |
| 2017 | Nghê Ni              | Wu Kong            |

#### 2018 (Lần thứ 10)
| Năm  | Chiến thắng và Đề cử | Tác Phẩm Đề Cử              |
| ---- | -------------------- | --------------------------- |
| 2018 | Chương Tử Di         | Forever Young               |
| 2018 | Châu tấn             | Hidden Man                  |
| 2018 | Mã Y Lợi             | Entering the Forbidden City |
| 2018 | Hai Qing             | Operation Red Sea           |
| 2018 | Ren Suxi             | A Cool Fish                 |

#### 2019 (Lần thứ 11)
| Năm  | Chiến thắng và Đề cử | Tác Phẩm Đề Cử     |
| ---- | -------------------- | ------------------ |
| 2019 | Thái Trác Nghiên     | The Lady Improper  |
| 2019 | Liễu Nham            | My Dear Liar       |
| 2019 | Mã Y Lợi             | The Road Not Taken |
| 2019 | Tiêu Tuấn Diễm       | Hunt Down          |
| 2019 | Nhậm Tố Tịch         | Looking Up         |